# Elliptera tennessa
Elliptera tennessa är en tvåvingeart som beskrevs av Alexander 1926. Elliptera tennessa ingår i släktet Elliptera och familjen småharkrankar. Inga underarter finns listade i Catalogue of Life.